# Pseudorhodoferax caeni
Pseudorhodoferax caeni es una bacteria gramnegativa del género Pseudorhodoferax. Descrita en el año 2009. Su etimología hace referencia a lodo.
Se ha aislado de lodo en plantas de tratamiento de aguas en Alemania. Las colonias son circulares con coloración entre blanco y amarillo claro. Temperatura de crecimiento entre 4-37 °C, óptima entre 20-30 °C. Las células tienen un tamaño aproximado de 0,9-1,0 µm de ancho por 1,5-3,3 µm de largo. Catalasa y oxidasa positivas.